# 成功山屋

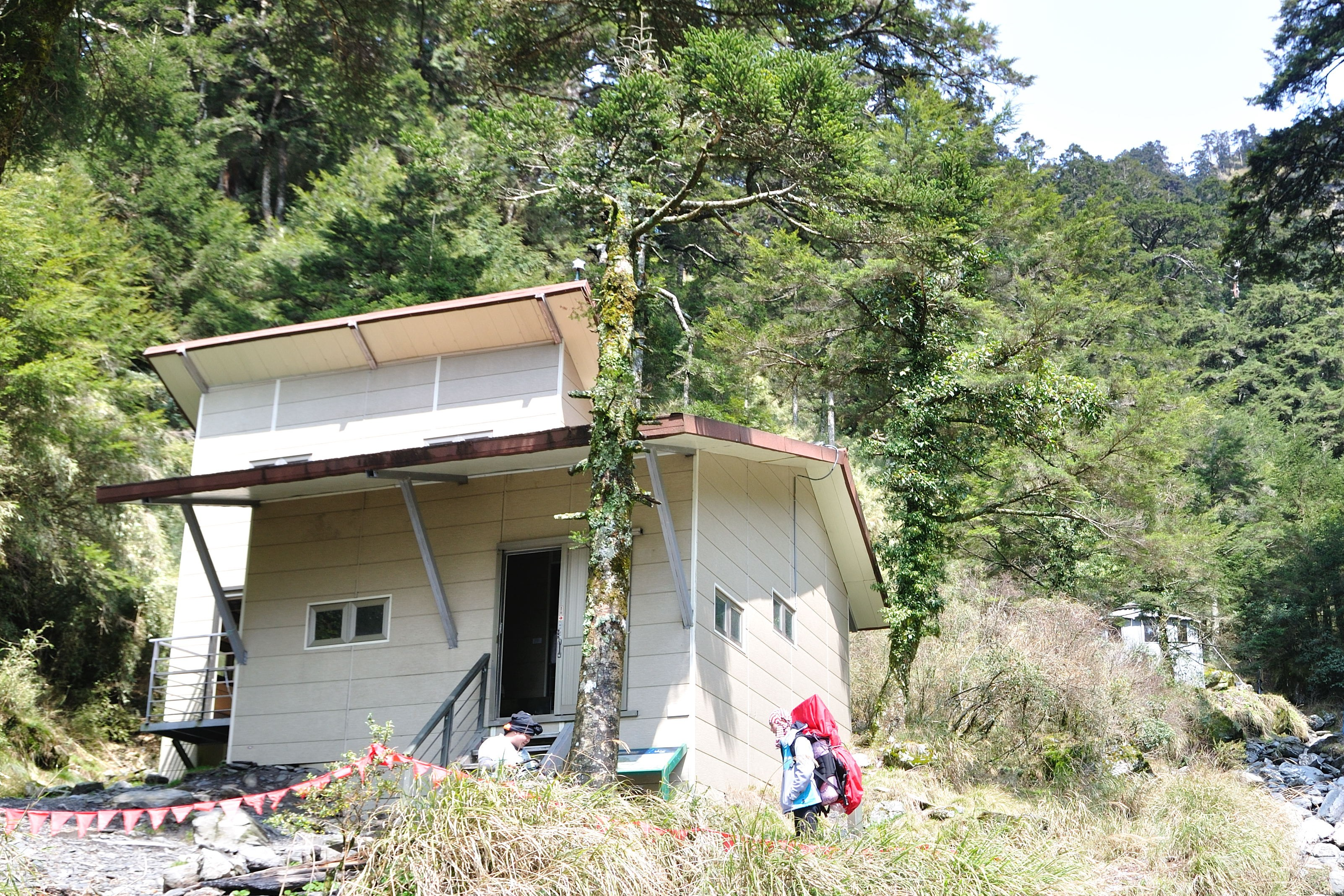
成功山屋。後方樹林中這棟建築物是成功二號堡。

成功山屋是臺灣太魯閣國家公園一棟住宿山屋，位置鄰近三棟成功堡，這三棟分別是成功一號堡、成功二號堡以及成功三號堡，其中在成功二、三堡位置較低，且靠近活水源；成功一號堡則在上方近稜線處，鄰近無水源。2006年，太魯閣國家公園管理處為更新山屋設備，在成功堡的下方另建成功山屋。成功山屋的地理位居濁水溪源頭處，由松雪樓前方登山口入山，會先行經過黑水塘山屋，接著才抵達成功山屋，下一處山屋則在中央山脈的稜線上。

## 簡介
成功堡及成功山屋的高度位置約海拔2800多公尺。最初此處只有成功堡，興建原因是1971年7月一場山難，使清華大學核子工程學系五名學生遇難，校方為紀念這起山難，學生們募款籌資興建成功堡。校方原本計畫建造五棟成功堡，以紀念遇難的五名學生，後來因經費有限而僅建三棟。成功堡的外觀呈蒙古包，每棟皆可容納八人入住，設計上只提供緊急避難之用，所以興建材料全是使用鋼骨架構與鐵皮搭建的簡易山屋。2012年11月，MIT台灣誌展開中央山脈縱走行程拍攝，在北二段拍攝期間勘察成功堡僅存成功一號堡完好，其餘二棟成功二號堡、成功三號堡皆已破損廢棄。現今成功二號堡完成修復、成功三號堡則原址改建為成功山屋。經由登山嚮導得知，這棟外觀新穎的成功山屋由一名醫生出資興建，是為其子在奇萊山區遇難而被獲救，故以興建成功山屋表示感謝。成功山屋鄰近濁水溪，故取水方便，屋內可容納四十人入住，以通鋪床式混住，因此寬敞。
自從1971年7月這起山難發生後，隨後數年內發生多次山難於相同地點，造成成功堡的靈異謠傳不斷，也隨著電視節目播送，同儕口耳相傳之下，使得成功堡存在著鬼魅傳說。對此，MIT台灣誌導演麥覺明在節目現身表示，教導所有人應有正確的登山知識與保暖工作，並將登山裝備準備齊全，才能減低登山危險性，山難的發生才有效避免，對於成功堡的靈異傳聞是因山難而起，由於高山氣候瞬息萬變，惡劣的天氣則是考驗團隊士氣與正確的登山策略，才不致使團隊的人心恐慌，各奔各逃，容易陷每個人置於危險之中。